# بيير ريد
بيير ريد هو سياسي كندي، ولد في 16 أغسطس 1948 في ساغينيه في كندا. حزبياً، نشط في حزب كيبيك الليبرالي. وقد انتخب عضو الجمعية الوطنية في كيبك ‏ عن دائرة أورفورد ‏ خلال فترته النيابية ‏.